# عصوية ذهبية تروتية
عصوية ذهبية تروتية (الاسم العلمي: Chryseobacterium tructae) هي نوع من البكتيريا، سلبية الغرام، تتبع جنس عصوية ذهبية.